# Constantĳn des Pays-Bas
Le prince Constantin des Pays-Bas (en néerlandais : Constantĳn der Nederlanden), né le 1er octobre 1969 à Utrecht, est le troisième et plus jeune fils de Beatrix, reine des Pays-Bas de 1980 à 2013, et du prince consort Claus von Amsberg. Ses deux frères aînés sont le roi Willem-Alexander et le prince Friso.
Il est particulièrement impliqué dans le rayonnement économique des Pays-Bas, notamment des petites entreprises spécialisées dans la technologie de pointe.

## Biographie

### Études et vie professionnelle
Né à Utrecht, Constantin est scolarisé à Baarn. Après avoir étudié le droit à l'université de Leyde aux Pays-Bas, où il obtient un master en 1995, le prince travaille à Bruxelles auprès du commissaire européen Hans van den Broek de 1995 à 1999.
Il complète ses études en décrochant en 2000 un MBA à l'INSEAD de Fontainebleau en France, avant d'effectuer un stage au sein de la Société financière internationale, agence de la Banque mondiale à Washington.
En 2001, après son mariage, il s'installe à Londres où il travaille pour le cabinet de conseil Booz Allen et Hamilton (Associate Analyst) jusqu'en 2003. Il rejoint Bruxelles en 2004, où il est chef de cabinet adjoint, puis en 2013, chef de cabinet de Neelie Kroes, commissaire européen. Sur la même période, il travaille également pour RAND Europe.
De 2003 à 2010, il est en outre conseiller auprès du ministère néerlandais des Affaires étrangères.
En 2015, il s'installe à La Haye, près du palais de la Huis ten Bosch, où réside son frère.

### Mariage et famille
Le 17 mai 2001, il épouse Laurentien Brinkhorst dont il a trois enfants :
- la comtesse Eloise Sophie Beatrix Laurence van Oranje-Nassau van Amsberg, née le 8 juin 2002 ;
- le comte Claus-Casimir Bernhard Marius van Oranje-Nassau van Amsberg, né le 21 mars 2004 ;
- la comtesse Leonore Marie Irene Enrica van Oranje-Nassau van Amsberg, née le 3 juin 2006.

### Membre de la famille royale
Actuellement quatrième dans l'ordre de succession au trône des Pays-Bas, il participe rarement aux cérémonies officielles de son pays, et préfère s'impliquer dans la vie économique des Pays-Bas.
Sportif, le prince pratique le football, le tennis, le golf et le ski.

## Liens
- Arbre généalogique de la famille royale néerlandaise
- Site officiel de la Maison royale des Pays-Bas